# Hydroptila dominicana
Hydroptila dominicana är en nattsländeart som beskrevs av Lazar Botosaneanu 1995. Hydroptila dominicana ingår i släktet Hydroptila och familjen smånattsländor. Inga underarter finns listade i Catalogue of Life.